# Slag bij Schoterzijl
De Slag bij Schoterzijl was een veldslag in 1396, in de Friese Oorlog (1396-1401) waarin Albrecht van Beieren, graaf van Holland, Henegouwen en Zeeland, Friesland onderwierp aan zijn gezag.
Graaf Willem IV van Holland had in 1345 een gevoelige nederlaag geleden tegen de Friezen in de Slag bij Warns. Bij deze aanval sneuvelde Willem zelf. Zijn opvolger, graaf Albrecht, voer in 1396 met een leger van 10.000 man van Enkhuizen naar de monding van de Tjonger tussen Kuinre, Lemmer en Oosterzee. De daarop volgende veldslag tussen de Hollanders en de ongeveer 9000 Friezen werd met overmacht door de Hollanders gewonnen. Meer dan 1600 strijders sneuvelden. Aangezien het weer verslechterde en er weinig buit te behalen viel, gaf Graaf Albrecht na enkele dagen het bevel de aanval af te breken.